# Valleruela de Pedraza
Valleruela de Pedraza est une commune de la province de Ségovie dans la communauté autonome de Castille-et-León en Espagne.

## Sites et patrimoine
- Anciennes forges avec soufflet, enclume et pierre à aiguiser

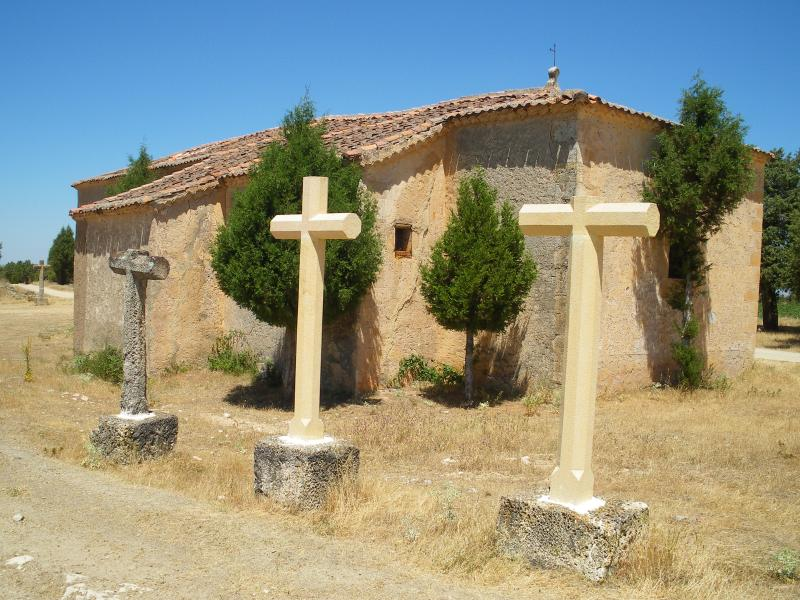
Chapelle de la Virgen del Amparo.

- Chapelle de la Virgen del Amparo
- Église San Cristobal